# Kalmosaari (ö i Utajärvi)
Kalmosaari är en liten ö i Juorkunasjön i Finland. Ordet kalmosaari hänvisar antagligen att ön har varit begravningsplats. Ön ligger i sjön Juorkuna och Mätäsjärvi och i kommunen Utajärvi i Utajärvi kommun i den ekonomiska regionen  Oulunkaari  och landskapet Norra Österbotten, i den centrala delen av landet, 500 km norr om huvudstaden Helsingfors. Öns area är 0,4 hektar och dess största längd är 130 meter i öst-västlig riktning.